# Zacharie Robichon
Pas d'image ? Cliquez ici
Zacharie Richard Robichon, plus connu sous le nom de Zach Robichon, est un pilote automobile canadien, né le 31 mai 1992 à Ottawa au Canada. Il participe à des épreuves d'endurance au volant de voitures de grand tourisme dans des championnats tels que le WeatherTech SportsCar Championship et l'European Le Mans Series.
Il remporte le championnat pilote WeatherTech SportsCar Championship en 2021 dans la catégorie GTD.

## Palmarès

### Résultats aux24 Heures de Daytona
| Année | Écurie             | Copilotes                                | Voiture           | Classe | Tours | Pos. | Class Pos. |
| ----- | ------------------ | ---------------------------------------- | ----------------- | ------ | ----- | ---- | ---------- |
| 2019  | Pfaff Motorsports  | Scott Hargrove Lars Kern Dennis Olsen    | Porsche 911 GT3 R | GTD    | 470   | Abd. | Abd.       |
| 2020  | Pfaff Motorsports  | Lars Kern Dennis Olsen Patrick Pilet     | Porsche 911 GT3 R | GTD    | 716   | 32e  | 13e        |
| 2021  | Pfaff Motorsports  | Matt Campbell Lars Kern Laurens Vanthoor | Porsche 911 GT3 R | GTD    | 702   | 36e  | 12e        |
| 2022  | Wright Motorsports | Ryan Hardwick Jan Heylen Richard Lietz   | Porsche 911 GT3 R | GTD    | 707   | 23e  | 1re        |

### Résultats enWeatherTech SportsCar Championship
| Année | Écurie                 | Voiture           | Moteur                    | Classe | 1      | 2      | 3      | 4     | 5     | 6     | 7     | 8     | 9     | 10    | 11    | 12    | 13    | Points | Pos. |
| ----- | ---------------------- | ----------------- | ------------------------- | ------ | ------ | ------ | ------ | ----- | ----- | ----- | ----- | ----- | ----- | ----- | ----- | ----- | ----- | ------ | ---- |
| 2019  | Pfaff Motorsports      | Porsche 911 GT3 R | Porsche 4,0 L Flat-6 Atmo | GTD    | DAY 16 | SEB 10 | MOH 12 |       | WGL 6 | MOS 5 | LIM 1 | ELK 1 | VIR 4 | LGA 4 | ATL 3 |       |       | 262    | 3e   |
| 2019  | Park Place Motorsports | Porsche 911 GT3 R | Porsche 4,0 L Flat-6 Atmo | GTD    |        |        |        | BEL 2 |       |       |       |       |       |       |       |       |       | 262    | 3e   |
| 2020  | Pfaff Motorsports      | Porsche 911 GT3 R | Porsche 4,0 L Flat-6 Atmo | GTD    | DAY 13 | DAY    | SEB    | ELK   | VIR   | ATL   | MOH   | CLT   | ATL 5 | LGA   | SEB   |       |       | 44     | 35e  |
| 2021  | Pfaff Motorsports      | Porsche 911 GT3 R | Porsche 4,0 L Flat-6 Atmo | GTD    | DAY    | DAY    | SEB 1  | MOH 6 | BEL   | WGL 7 | WGL   | LIM 4 | ELK 1 | LGA 1 | LBH 2 | VIR 1 | ATL 2 | 3284   | 1re  |
| 2021  | Pfaff Motorsports      | Porsche 911 GT3 R | Porsche 4,0 L Flat-6 Atmo | GTD    | Q 2    | R 12   | SEB 1  | MOH 6 | BEL   | WGL 7 | WGL   | LIM 4 | ELK 1 | LGA 1 | LBH 2 | VIR 1 | ATL 2 | 3284   | 1re  |
| 2022  | Wright Motorsports     | Porsche 911 GT3 R | Porsche 4,0 L Flat-6 Atmo | GTD    | DAY    | DAY    | SEB 10 | LBH   | LGA   | MOH   | BEL   | WGL   | MOS   | LIM   | ELK   | VIR   | ATL   | 615*   | 17e* |
| 2022  | Wright Motorsports     | Porsche 911 GT3 R | Porsche 4,0 L Flat-6 Atmo | GTD    | Q 11   | R 1    | SEB 10 | LBH   | LGA   | MOH   | BEL   | WGL   | MOS   | LIM   | ELK   | VIR   | ATL   | 615*   | 17e* |

* Saison en cours.

### Résultats enEuropean Le Mans Series
| Année | Écurie             | Voiture            | Moteur                    | Classe | 1     | 2     | 3   | 4   | 5   | 6   | Total | Pos. |
| ----- | ------------------ | ------------------ | ------------------------- | ------ | ----- | ----- | --- | --- | --- | --- | ----- | ---- |
| 2022  | Proton Competition | Porsche 911 RSR-19 | Porsche 4,2 L Flat-6 Atmo | LMGTE  | LEC 3 | IMO 7 | MON | BAR | SPA | POR | 21*   | 5e*  |

* Saison en cours.